# Torneo Femenino Apertura 2012 (Argentina)
La versión femenina del Torneo Apertura 2012 fue la trigésima tercera edición del Campeonato Femenino de Fútbol de Argentina. Se desarrolló entre el 22 de septiembre de 2012 y el 27 de abril de 2013. Es organizado por la Asociación del Fútbol Argentino
El campeón del Apertura 2012, tendrá la oportunidad de jugar un partido por la clasificación a la Copa Libertadores Femenina de 2013 con el campeón del Clausura 2013.
El campeón fue Boca Juniors, logrando su 21° título, terminando el campeonato con 33 puntos, igualando con puntos con River Plate, jugándose un partido de desempate con River Plate en el cual ganó Boca Juniors 3-1, consagrándose.

## Equipos
| Equipo                      | Ciudad        | Jurisdicción                    |
| --------------------------- | ------------- | ------------------------------- |
| Boca Juniors                | Buenos Aires  | Ciudad Autónoma de Buenos Aires |
| Estudiantes                 | La Plata      | Provincia de Buenos Aires       |
| Excursionistas              | Buenos Aires  | Ciudad Autónoma de Buenos Aires |
| Fénix                       | Buenos Aires  | Ciudad Autónoma de Buenos Aires |
| Huracán                     | Buenos Aires  | Ciudad Autónoma de Buenos Aires |
| Independiente               | Avellaneda    | Provincia de Buenos Aires       |
| Lamadrid                    | Buenos Aires  | Ciudad Autónoma de Buenos Aires |
| Platense                    | Vicente López | Provincia de Buenos Aires       |
| River Plate                 | Buenos Aires  | Ciudad Autónoma de Buenos Aires |
| San Lorenzo                 | Buenos Aires  | Ciudad Autónoma de Buenos Aires |
| UAI Urquiza                 | San Martín    | Provincia de Buenos Aires       |
| Universidad de Buenos Aires | Buenos Aires  | Ciudad Autónoma de Buenos Aires |
| Vélez Sarfield (Mercedes)   | Mercedes      | Provincia de Buenos Aires       |

## Sistema de disputa
El torneo se llevó a cabo en una sola rueda, por el sistema de todos contra todos.
La tabla final de posiciones se estableció por acumulación puntos, y, en caso de que hubiese habido empate entre dos o más equipos, se habrían realizado de partidos de desempate. Se otorgan tres puntos por partido ganado, uno por partido empatado y ninguno, en caso de derrota.
Para la clasificación a la Copa Libertadores de 2013, se realizarán dos partidos (ida y vuelta) entre el ganador del Torneo Apertura 2012 y el del Torneo Clausura 2013. En caso de ser el mismo, ese equipo clasificaría directamente al torneo continental.

## Tabla de posiciones
| Pos | Equipo                     | Pts | PJ | PG | PE | PP | GF  | GC  | Dif  |
| --- | -------------------------- | --- | -- | -- | -- | -- | --- | --- | ---- |
| 1º  | Boca Juniors               | 33  | 12 | 11 | 0  | 1  | 109 | 4   | 105  |
| 2º  | River Plate                | 33  | 12 | 11 | 0  | 1  | 68  | 9   | 59   |
| 3º  | UAI Urquiza                | 30  | 12 | 10 | 0  | 2  | 57  | 5   | 52   |
| 4º  | Huracán                    | 27  | 12 | 9  | 0  | 3  | 34  | 16  | 18   |
| 5º  | Estudiantes (La Plata)     | 24  | 12 | 8  | 0  | 4  | 25  | 11  | 14   |
| 6º  | San Lorenzo                | 21  | 12 | 7  | 0  | 5  | 45  | 17  | 28   |
| 7º  | Independiente              | 18  | 12 | 6  | 0  | 6  | 37  | 31  | 6    |
| 8º  | Excursionistas             | 13  | 12 | 4  | 1  | 7  | 27  | 47  | -20  |
| 9º  | Platense                   | 10  | 12 | 3  | 1  | 8  | 18  | 58  | -40  |
| 10º | UBA                        | 9   | 12 | 2  | 3  | 7  | 27  | 32  | -5   |
| 11º | Vélez Sarsfield (Mercedes) | 5   | 12 | 1  | 2  | 9  | 18  | 39  | -21  |
| 12º | Fénix                      | 4   | 12 | 1  | 1  | 10 | 6   | 86  | -80  |
| 13º | Gral. Lamadrid             | 0   | 12 | 0  | 0  | 12 | 0   | 118 | -118 |

## Partidos

### Fecha 1
| 22 de septiembre de 2012, 14:30 | Vélez Sarsfield (Mercedes) | 0:6 | Independiente                                                              |  |  |
|                                 |                            |     | Gisel Oberman , · Rocío Lezano · Julieta Míguez · Belén Casse · Melina Ais |  |  |

| 22 de septiembre de 2012, 15:30 | Platense | 0:13 (0:3) | Boca Juniors |                                           |                                           |
|                                 |          |            | Andrea Ojeda 11', 63' · Yael Oviedo 15' · Soledad Jaimes 17' · Belén Potassa 46', 71', 87' · Ludmila Manicler 51', 52', 80' · Miriam Britos 75' · Vanesa Santana 81' · Rosana Gómez 83' | Asistencia: 150 espectadores espectadores | Asistencia: 150 espectadores espectadores |

| 22 de septiembre de 2012, 16:00 | Huracán                                              | 5:0 | Fénix | La Quemita, |  |
|                                 | Silvana Peralta , · Camila Suárez · Johanna Chamorro |     |       |             |  |

| 23 de septiembre de 2012, 15:30 | River Plate | 9:1 | Excursionistas |  |  |
|                                 | Mariana Larroquette , · Victoria Bedini , · Fabiana Vallejos · Florencia Ferrero · Daiana Cardone · Andrea López |     | Giselle García |  |  |

| 23 de septiembre de 2012, 15:30 | Gral. Lamadrid | 0:16 | UBA                                                           |  |  |
|                                 |                |      | - · - · - · - · - · - · - · - · - · - · - · - · - · - · - · - |  |  |

| 23 de septiembre de 2012, 16:00 | San Lorenzo      | 1:2 | Estudiantes (La Plata)                | Cancha auxiliar, |  |
|                                 | Noelia Espíndola |     | Evangelina Alfano · Carolina Troncoso |                  |  |

Libre: UAI Urquiza

### Fecha 2
| 29 de septiembre de 2012, 15:00 | Fénix             | 1:1 (0:1) | Vélez Sarsfield (Mercedes) |  |  |
|                                 | Melisa Caniza 70' |           | Dalma Carranza 34'         |  |  |

| 29 de septiembre de 2012, 15:30 | Boca Juniors                             | 3:1 (0:1) | River Plate             | Estadio Casa Amarilla (predio),           |                                           |
|                                 | Rosana Gómez 75', 77' · Andrea Ojeda 84' |           | Eva González 17' (a.g.) | Asistencia: 300 espectadores espectadores | Asistencia: 300 espectadores espectadores |

| 30 de septiembre de 2012, 15:00 | Independiente                                         | 7:0 | Platense |  |  |
|                                 | Rocío Lezano , · Julieta Míguez , · Julieta Cometti , |     |          |  |  |

| 30 de septiembre de 2012, 13:00 | UBA | 0:7 | San Lorenzo                                                                         |  |  |
|                                 |     |     | Débora Molina , · Carina Núñez , · Eliana Medina · Noelia Espíndola · Noelia Chávez |  |  |

| 30 de septiembre de 2012, 16:00 | Excursionistas | 12:0 | Gral. Lamadrid |  |  |
|                                 | Giselle García , · Adriana Ruíz Díaz , · Giovana Ulliana · Bárbara Almará · Lorena Arce · Karen Miño · Yohana Rimas |      |                |  |  |

| 30 de septiembre de 2012, 16:00 | Estudiantes (La Plata) | 0:2 (0:1) | UAI Urquiza                                  |  |  |
|                                 |                        |           | Analía Hirmbruchner 24' · Amancay Urbani 90' |  |  |

Libre: Huracán

### Fecha 3
| 7 de octubre de 2012, 15:30 | River Plate                                                 | 6:1 | Independiente     |  |  |
|                             | Eliana Stábile , · Mariana Larroquette , · Daiana Cardone , |     | Jimena Vera pen.' |  |  |

| 8 de octubre de 2012, 14:00 | Vélez Sarsfield (Mercedes) | 1:4 | Huracán                                            |  |  |
|                             | Dalma Carranza pen.'       |     | Johanna Chamorro , · Camila Suárez · Luján Tissera |  |  |

| 20 de octubre de 2012, 16:00 | Platense                                      | 3:2 | Fénix                                |  |  |
|                              | Yemima Perera · Tamara Dubs · Grisel Menéndez |     | Soledad Zappa · Estefanía Villanueva |  |  |

| 22 de octubre de 2012, 11:00 | San Lorenzo                                                                                | 7:1 | Excursionistas     |  |  |
|                              | Eliana Medina , · Vanina Preininger , · Caterina Taker · Noelia Chávez · Constanza Vázquez |     | Carolina Teisseire |  |  |

| 2 de diciembre de 2012, 17:00 | UAI Urquiza                                                         | 3:1 (1:0) | UBA                    |  |  |
|                               | Amancay Urbani 43' · Analía Hirmbruchner 46' · Karina Domínguez 48' |           | Ángeles Pugliara 90+2' |  |  |

| 2 de diciembre de 2012, 17:00 | Gral. Lamadrid | 0:30 (0:18) | Boca Juniors |  |  |
|                               |                |             | Andrea Ojeda 4', 12', 16', 17', 34', 41', 45', 48' · Ludmila Manicler 8', 19', 34', 40' · Soledad Jaimes 9', 22', 24', 32' · Ruth Bravo 5', 38' · Johanna Galliotti 18' · Yael Oviedo 46', 50', 57', 63' · Belén Potassa 51', 52', 56', 68', 69' · Miriam Britos 66' · Yamila Chávez 79' |  |  |

Libre: Estudiantes (LP)

### Fecha 4
| 13 de octubre de 2012, 16:00 | Huracán                                                                              | 4:2 (2:1) | Platense                            |  |  |
|                              | Romina Guastoni 13' · Camila Suárez 19' · Florencia Romero 65' · Silvana Peralta 81' |           | Soledad Reina 15' · Vanesa Ruiz 89' |  |  |

| 13 de octubre de 2012, 16:00 | Fénix | 0:10 | River Plate |  |  |
|                              |       |      | Mariana Larroquette , · Florencia Ferrero · Fabiana Vallejos · Natalia Rea · Victoria Bedini · Andrea Werner (a.g.) |  |  |

| 14 de octubre de 2012, 13:00 | UBA | 0:2 | Estudiantes (La Plata)             |  |  |
|                              |     |     | María Sampedro · Evangelina Alfano |  |  |

| 14 de octubre de 2012, 15:00 | Independiente                                                                        | 14:0 | Gral. Lamadrid |  |  |
|                              | Aldana Sasso , · Rocío Lezano , · Julieta Míguez , · Gimena Acosta , · Jimena Vera , |      |                |  |  |

| 14 de octubre de 2012, 15:00 | Boca Juniors                                                         | 5:1 (3:0) | San Lorenzo         |                                           |                                           |
|                              | Yael Oviedo 17', 31', 70' · Miriam Britos 18' · Ludmila Manicler 88' |           | Débora Molina 90+1' | Asistencia: 100 espectadores espectadores | Asistencia: 100 espectadores espectadores |

| 14 de octubre de 2012, 16:15 | Excursionistas | 0:4 (0:1) | UAI Urquiza                                                     |  |  |
|                              |                |           | Tamara Gómez 12' · Paula Ugarte 77', 89' · Mercedes Pereyra 83' |  |  |

Libre: Vélez Sarsfield (Mercedes)

### Fecha 5
| 27 de octubre de 2012, 16:00 | Platense                          | 4:3 | Vélez Sarsfield (Mercedes)        |  |  |
|                              | Yemima Perera , · Soledad Reina , |     | Brisa Campos , · Lucrecia Gamarra |  |  |

| 28 de octubre de 2012, 9:00 | River Plate                                                         | 4:2 (3:1) | Huracán                                      |  |  |
|                             | Fabiana Vallejos 10', 44' · Camila Brown 14' · Gabriela Paredes 47' |           | Adriana Sachs 42' · Silvana Peralta 59' pen. |  |  |

| 28 de octubre de 2012, 11:00 | Gral. Lamadrid | 0:3 | Fénix                                                   |  |  |
|                              |                |     | Soledad Zappa · Soledad González · Estefanía Villanueva |  |  |

| 28 de octubre de 2012, 16:00 | Estudiantes (La Plata) | 1:0 | Excursionistas |  |  |
|                              | Carolina Troncoso      |     |                |  |  |

| 28 de octubre de 2012, 16:00 | UAI Urquiza | 0:2 | Boca Juniors                 |  |  |
|                              |             |     | Andrea Ojeda · Belén Potassa |  |  |

| 28 de octubre de 2012, 16:00 | San Lorenzo                                                                                            | 8:0 | Independiente |  |  |
|                              | Carina Núñez , · Noelia Espíndola · Débora Molina · Eliana Medina · Vanina Preininger · Caterina Taker |     |               |  |  |

Libre: UBA

### Fecha 6
| 3 de noviembre de 2012, 14:00 | Vélez Sarsfield (Mercedes) | 0:2 | River Plate      |  |  |
|                               |                            |     | Daiana Cardone , |  |  |

| 3 de noviembre de 2012, 16:00 | Huracán                                                                   | 5:0 (3:0) | Gral. Lamadrid |  |  |
|                               | Silvana Peralta 29', 34' · Yohana Masagli 33' · Johanna Chamorro 69', 89' |           |                |  |  |

| 3 de noviembre de 2012, 16:00 | Fénix | 0:8 | San Lorenzo                                         |  |  |
|                               |       |     | Eliana Medina , · Noelia Chávez , · Ojeda · Benítez |  |  |

| 3 de noviembre de 2012, 16:00 | Excursionistas                            | 2:2 (2:0) | UBA          |  |  |
|                               | María Laura Ghiglione · Adriana Ruíz Díaz |           | Laura Noya , |  |  |

| 4 de noviembre de 2012, 14:00 | Boca Juniors     | 1:0 (1:0) | Estudiantes (La Plata) |  |  |
|                               | Rosana Gómez 11' |           |                        |  |  |

| 4 de noviembre de 2012, 15:00 | Independiente | 0:6 (0:3) | UAI Urquiza                                                                                      |  |  |
|                               |               |           | Micaela Cabrera 6' · Amancay Urbani 21', 24', 59' · Mercedes Pereyra 46' · Camila Gómez Ares 61' |  |  |

Libre: Platense

### Fecha 7
| 11 de noviembre de 2012, 11:00 | Estudiantes (La Plata)                                                    | 5:1 | Independiente |  |  |
|                                | Sabrina Gómez , · Mariana De Moura · Evangelina Alfano · Micaela Sandoval |     | Jimena Vera   |  |  |

| 11 de noviembre de 2012, 16:00 | UAI Urquiza | 15:0 | Fénix |  |  |
|                                | Amancay Urbani , · Paula Ugarte , · Mercedes Pereyra , · Analía Hirmbruchner · Alana García · Micaela Cabrera · Florencia Petrolito (a.g.) |      |       |  |  |

| 11 de noviembre de 2012, 16:00 | San Lorenzo                    | 0:1 | Huracán |  |  |
|                                | Eliana Medina , · Carina Núñez |     |         |  |  |

| 11 de noviembre de 2012, 16:00 | River Plate                                 | 5:0 | Platense |  |  |
|                                | Mariana Larroquette , · Florencia Ferrero , |     |          |  |  |

| 9 de marzo de 2013 | Gral. Lamadrid | 0:10 | Vélez Sarsfield (Mercedes)            |  |  |
|                    |                |      | - · - · - · - · - · - · - · - · - · - |  |  |

|  | UBA | P - P | Boca Juniors |  |  |

Libre: Excursionistas

### Fecha 8
| 17 de noviembre de 2012, 17:00 | Platense                                       | 6:0 | Gral. Lamadrid |  |  |
|                                | Angela Acuña , · Vanesa Ruiz , · Soledad Reina |     |                |  |  |

| 17 de noviembre de 2012, 17:00 | Vélez Sarsfield (Mercedes) | 1:3 | San Lorenzo |  |  |
|                                | -                          |     | - · - · -   |  |  |

| 17 de noviembre de 2012, 17:00 | Huracán              | 1:5 (1:2) | UAI Urquiza                                                                |  |  |
|                                | Johanna Chamorro 14' |           | Analía Hirmbruchner 7' · Amancay Urbani 9', 51' · Mercedes Pereyra 48' · - |  |  |

| 17 de noviembre de 2012, 17:00 | Fénix | 0:8 | Estudiantes (La Plata)        |  |  |
|                                |       |     | - · - · - · - · - · - · - · - |  |  |

| 18 de noviembre de 2012, 17:00 | Independiente                                   | 3:1 | UBA |  |  |
|                                | Aldana Sasso · Julieta Cometti · Julieta Míguez |     | -   |  |  |

| 12 de diciembre de 2012 | Boca Juniors                                                 | 18:1 | Excursionistas | Casa Amarilla (Predio), |  |
|                         | Potassa · Soledad Jaimes · Ojeda · Britos · Romano · Santana |      | Giselle García |                         |  |

### Fecha 9
|  | Excursionistas                     | 2:4 | Independiente                                             |  |  |
|  | Adriana Ruiz Díaz · Giselle García |     | Jimena Vera · Belén Casse · Gisel Oberman · Sabrina Pajón |  |  |

|  | UBA              | 3:0 | Fénix |  |  |
|  | Lucía Martelli , |     |       |  |  |

|  | Estudiantes (La Plata) | 1:4 | Huracán                                                 |  |  |
|  | Evangelina Alfano      |     | Florencia Romero , · Silvana Peralta · Georgina Sánchez |  |  |

|  | UAI Urquiza                                                                                         | 7:0 (5:0) | Vélez Sarsfield (Mercedes) |  |  |
|  | Analía Hirmbruchner 1' · Mariana Gaitán 3', 66', 77' · Paula Ugarte 19', 23' · Mercedes Pereyra 43' |           |                            |  |  |

|  | San Lorenzo                      | 8:1 | Platense    |  |  |
|  | Carina Núñez , · Eliana Medina , |     | Vanesa Ruiz |  |  |

|  | Gral. Lamadrid | 0:19 | River Plate |  |  |
|  |                |      | Mariana Larroquette , · Florencia Ferrero , · Gabriela Herrera , · Ana Plun , · Fabiana Vallejos , · Andrea López · Natalia Rea · Victoria Bedini |  |  |

### Fecha 10
| 16 de marzo de 2013, 15:30 | Huracán                                                                                  | 5:1 | UBA              |  |  |
|                            | Johanna Chamorro 2' · Florencia Romero 5' · Silvana Peralta 29', 69' · Adriana Sachs 69' |     | Bárbara Abot 28' |  |  |

| 17 de marzo de 2013 | River Plate                                         | 3:2 | San Lorenzo                      |  |  |
|                     | Eliana Stábile · Mariana Larroquette · Ayelén Lagos |     | Débora Molina · Noelia Espíndola |  |  |

|  | Platense | 0:11 | UAI Urquiza |  |  |
|  |          |      | Paula Ugarte 6', 27', 74', 84' · Mercedes Pereyra 36', 81' · Mercedes Pereyra 8', 41' · Mariana Gaitán 42' · Camila Gómez Ares 50' · Micaela Cabrera 67' |  |  |

|  | Vélez Sarsfield (Mercedes) | 1:2 | Estudiantes (La Plata)             |  |  |
|  | Pamela Leiva               |     | María Sampedro · Evangelina Alfano |  |  |

|  | Fénix | 0:5 | Excursionistas                                            |  |  |
|  |       |     | Giselle García , · Carolina Teisseire · Adriana Ruíz Díaz |  |  |

|  | Independiente | 0:1 (0:1) | Boca Juniors    |  |  |
|  |               |           | Yael Oviedo 41' |  |  |

### Fecha 11
| 23 de marzo de 2013 16:00 | Boca Juniors                                                              | 28:0 | Fénix | Casa Amarilla,                            |                                           |
|                           | Potassa , · Ojeda , · Yael Oviedo , · Galliotti , · Eva González · Curril |      |       | Asistencia: 125 espectadores espectadores | Asistencia: 125 espectadores espectadores |

| 24 de marzo de 2013 12:30 | UBA            | 1:1 | Vélez Sarsfield (Mercedes) | Cancha Excursionistas, |  |
|                           | Lucía Martelli |     | Pamela Leiva               |                        |  |

| 24 de marzo de 2013 15:30 | Excursionistas | 0:1 | Huracán | Cancha Principal, |  |

| 24 de marzo de 2013 15:30 | Estudiantes (La Plata)                  | 3:0 | Platense | Cancha Auxiliar de La Plata, |  |
|                           | Carolina Troncoso , · Evangelina Alfano |     |          |                              |  |

| 24 de marzo de 2013 15:30 | UAI Urquiza | 0:1 (0:1) | River Plate | Cancha Principal de UAI Urquiza, |  |
|                           |             |           | Natalia Rea |                                  |  |

| 24 de marzo de 2013 15:30 | San Lorenzo | 1:0 | Gral. Lamadrid | Predio Ciudad Deportiva, |  |

### Fecha 12
|  | Gral. Lamadrid | 0:1 | UAI Urquiza |  |  |

|  | River Plate | 1:0 | Estudiantes (La Plata) |  |  |

| 7 de abril de 2013 | Platense    | 1:1 | UBA        | Predio A. Mariani Dolán, |  |
|                    | Vanesa Ruíz |     | Laura Noya |                          |  |

|  | Vélez Sarsfield (Mercedes) | 0:1 | Excursionistas |  |  |

| 7 de abril de 2013 | Huracán | 0:1 (0:1) | Boca Juniors      |  |  |
|                    |         |           | Belén Potassa 14' |  |  |

|  | Fénix | 0:1 | Independiente |  |  |

### Fecha 13
| 14 de abril de 2013 | Independiente   | 1:2 (1:2) | Huracán                                  | Predio Wilde,                |                              |
|                     | Melina Ais 42', |           | Johanna Chamorro 43' · Adriana Sachs 45' | Árbitro(s): Sebastián Zunino | Árbitro(s): Sebastián Zunino |

| 20 de abril de 2013 | Boca Juniors                                                                      | 8:0 (3:0) | Vélez Sarsfield (Mercedes) | Casa Amarilla, |  |
|                     | Oviedo 37' 69' 76' · Bravo 19' 57' · Soledad Jaimes 73' · Ojeda 77' · Potassa 25' |           |                            |                |  |

| 13 de abril de 2013 | Excursionistas | 2:1 (0:1) | Platense |  |  |
|                     | García · Miño  |           | Pereyra  |  |  |

| 20 de abril de 2013 | UBA | 1:7 | River Plate |  |  |

|  | Estudiantes (La Plata) | 1:0 | Gral. Lamadrid |  |  |

| 20 de abril de 2013 | UAI Urquiza | 3:0 | San Lorenzo | Predio Villa Lynch, |  |

## Partido de desempate
| 27 de abril de 2013 | Boca Juniors       | 3:1 (2:0) | River           | Predio All Boys, |  |
|                     | Oviedo 13' 20' 45' |           | Larroquette 71' |                  |  |

## Goleadoras
| Jugadora            | Equipo       | Goles |
| ------------------- | ------------ | ----- |
| Belén Potassa       | Boca Juniors | 27    |
| Andrea Ojeda        | Boca Juniors | 24    |
| Yael Oviedo         | Boca Juniors | 21    |
| Mariana Larroquette | River Plate  | 22    |
| Eliana Medina       | San Lorenzo  | 13    |
| Amancay Urbani      | UAI Urquiza  | 12    |
| Paula Ugarte        | UAI Urquiza  | 12    |